# وروار أوروبي

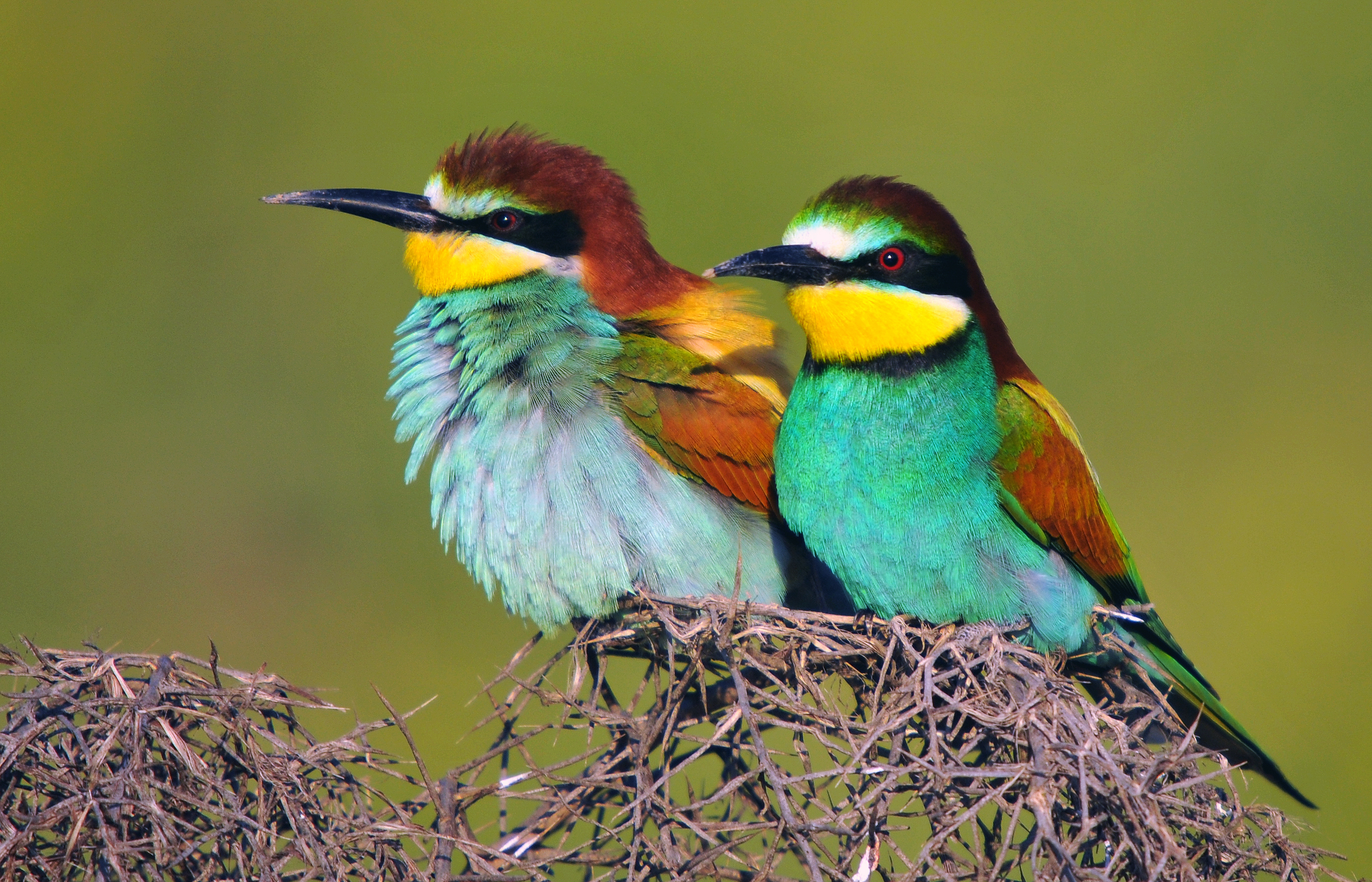
وروارين أوروبيين في ديار بكر بتركيا.

الوروار الأوروبي أو أكل النحل الأوروبي أو القارية (الجمع: قواري) أو الصقرقع  (بالإنجليزية: European bee-eater)‏ (الاسم العلمي: Merops apiaster) هو نوع من الطيور يتبع جنس الوروار من فصيلة الوروارية. اشتقت تسمية الصقرقع من كلمة "القَرقَعَة" أي الصوت الصاخب العالي الحدة الذي يوحي بوجوده قبل مشاهدته.

## الوصف

### الحجم
يتراوح طول الوروار الأوروبي مابين 27 إلى 30 سم وطول جناحيه مابين 44 إلى 49 سم ووزنه من 45 إلى 80 غرام.

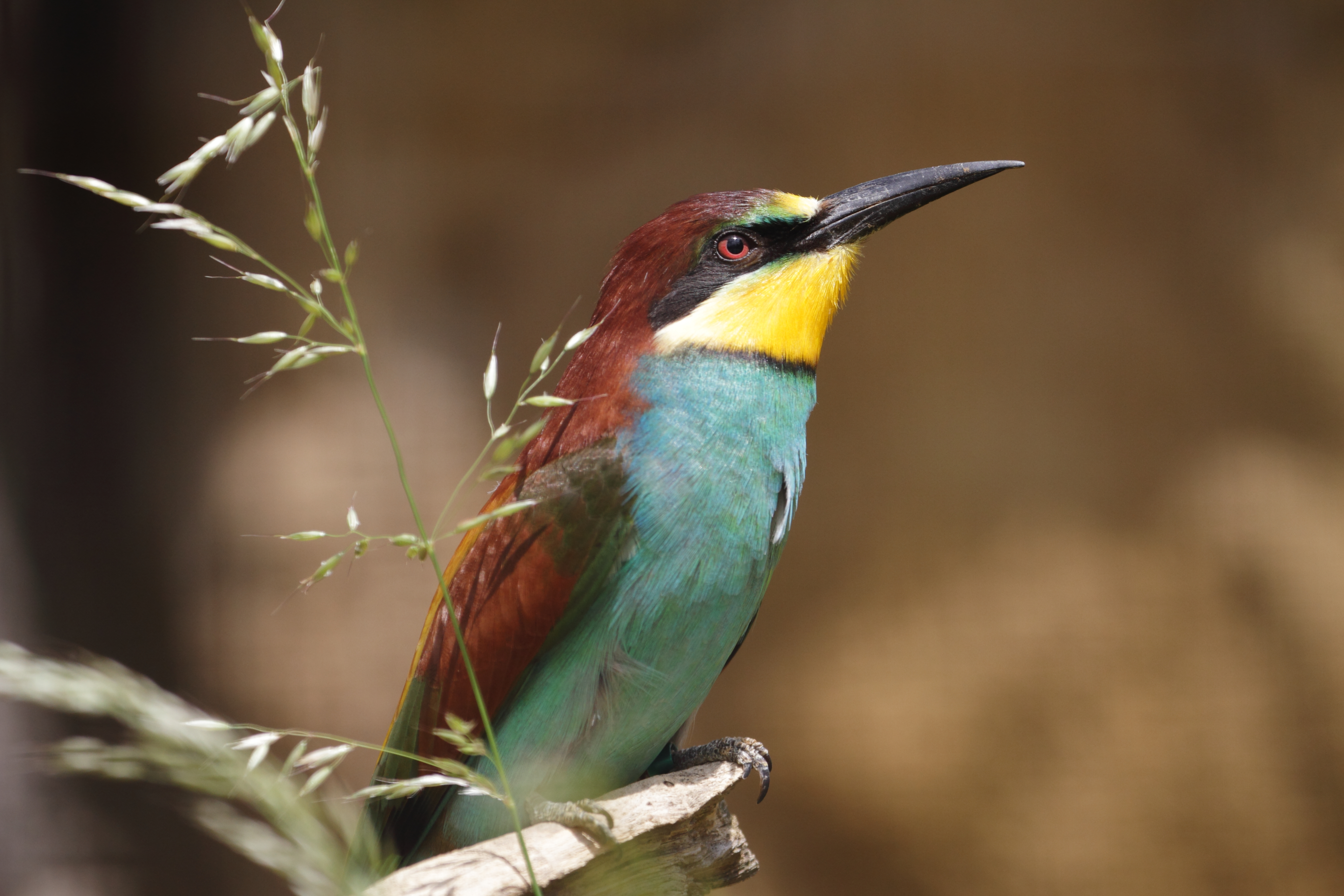

### المظهر
للوروار الأوروبي منقار طويل أسود وقلنسوة بنية محمرة والعينان بنيتان محمرتان، ويتميز بوجود شريط أسود يزداد أتساعاً خلف العين، وشريط أسود يطوق العنق والزور، ونهاية السطح الظهري أصفر اللون، الصدر أزرق، البطن أخضر، ريش الذيل أخضر والريشتان المركزيتان تمتدان على استقامة الذيل، يحلق عالياً في شكل أسراب تصل إلى المئات تقريباً متخذ شكل دلتا (مثلث) أو شكل دائري.

## التغذية
يتغذى على النحل بشكل أساسي وكذلك الدبابير والجراد والحشرات بصفة عامة، وهو يقوم بإلتقاط الحشرات أثناء طيرانه عندها يجثم ويقوم بضرب فريسته بغصن الشجرة حتى تموت.

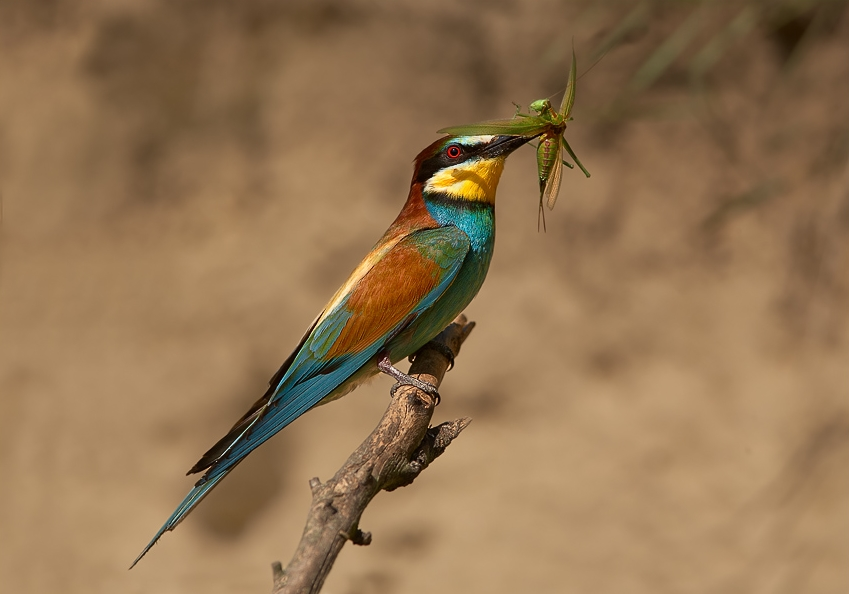
وروار أروبي ممسكا بيعسوب